# Термосифон

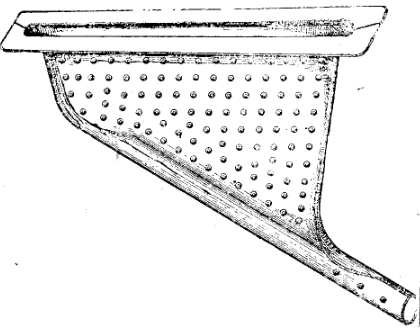
Термосифон паровоза

Те́рмосифо́н — теплообменный элемент, устанавливающиеся в топках некоторых паровозов. Конструктивно термосифон является циркулярной трубой с сильно развитой (в 3—5 раз) поверхностью нагрева. Был изобретён американским инженером Джоном Никольсоном (John L. Nicholson) и получил широкое распространение на мощных американских паровозах. Вовсю рекламировался американскими заводами как лучшее средство по повышению теплоэффективности парового котла, однако, из-за ряда своих недостатков он так и не получил распространения в остальных странах мира.

## Преимущества и недостатки термосифонов
По сравнению с обычными циркуляционными трубами, термосифоны имеют следующие преимущества:
- За счёт повышения площади нагрева, возрастает общее парообразование котла;
- Усиливается циркуляция воды, что также повышает парообразование, а заодно ещё сильней снижает тепловые напряжения в обшивке котла;
- Снижение опасности повреждения топки в случае понижения уровня воды в котле ниже критического.

Из недостатков термосифонов стоит отметить следующие:
- Заметное повышение (в 2—2,5 раза) влажности пара, что требует установки более развитых паросушителей;
- Также повышенная влажность пара приводит к сильному падению перегрева, что приводит к падению КПД паровоза в целом;
- Снижение температуры горячих газов в топке (термосифон действовал как радиатор), что также снижало экономичность паровоза.

Стоит отметить, что использующие термосифоны американские паровозы имели очень большие площади колосниковых решёток (до 17 м²) и поэтому снижение теплоэфективности от применения термосифонов на них было не столь заметно. Совсем иные обстоятельства были на советских и европейских паровозах, чьи колосниковые решётки имели площадь не более 7,5—8 м², из-за чего влияние термосифонов было куда сильнее.